# 谷德近
谷德近（1976年—2013年4月1日）山东夏津人，中华人民共和国法学家，主要学术领域为环境法、国际环境法。

## 生平
谷德近生在山东夏津一个偏远农村家庭。1996年9月至2000年7月，在武汉大学学习，获得法学学士学位。2000年9月至2003年7月，在武汉大学学习，获得法学硕士学位。2003年9月至2006年7月，在武汉大学学习，获得法学博士学位。 2007年7月至2008年1月，为佛蒙特法学院访问学者。后历任中山大学法学院讲师、副教授，硕士研究生导师。2009年，参加海牙国际法学院第36届海外讲习班。
2013年3月31日，谷德近写好辞职书。2013年4月1日，谷德近在所住小区自杀坠楼身亡。

## 著作
- 谷德近，多边环境协定的资金机制，法律出版社，2008年[1]